# Ortaköy (stad, Aksaray)
Ortaköy is een stad met 26.961 inwoners in het gelijknamige district in de provincie Aksaray.